# تاریخچه پذیره شعر حافظ
این مقاله به تاریخچهٔ پذیرهٔ شعر حافظ می‌پردازد.

## نقدها و نظرها
قدیمی‌ترین انتقادها به اشعار حافظ، از سوی دین‌داران صورت گرفته‌است که سابقهٔ آن به دوران حیات حافظ بازمی‌گردد. بعضی از دین‌داران اشعار حافظ را بر خلاف آموزه‌های اسلامی می‌دانسته‌اند؛ گزارش‌هایی از منع شدن مطالعهٔ دیوان حافظ توسط علمای اهل سنت عثمانی وجود دارد. برای مثال مفتی حنفی ابوالسعود در بارهٔ اشعار حافظ گفته بود گرچه در میان اشعار حافظ حکمت‌های ذوقی وجود دارد اما در لابه‌لای آن خرافات خارج از مرز شریعت هم هست. اورنگ زیب هم از شاهان هند، در دورهٔ خودش دستور داد کتاب‌های حافظ را از کتاب‌خانه‌ها جمع‌آوری کنند و آن‌ها را بسوزانند. در دورهٔ معاصر، بیشترین انتقاد از حافظ از بُعد دینی، در دو کتاب گرد آمده‌است: یکی البدعة و التحرف تألیف محمدجواد خراسانی و دیگری منظومهٔ گفتگویی با حافظ، یا حافظ شکن نوشتهٔ سیدابوالفضل برقعی. خراسانی کتابی به نام رضوان اکبر را اختصاصاً در ردّ حافظ نوشته و در آن حافظ را اهل ضلال و دیوانش را مضلّ دانسته و بر همین اساس، خرید و خواندن و چاپ و فروش اشعار او را حرام اعلام کرده‌است. برقعی در کتاب شعر و موسیقی‌اش که به تخطئهٔ عرفاً و شاعران اختصاص دارد، بیش‌ترین تخطئه را به حافظ نسبت داده و او را جاسوس حکومت می‌دانسته‌است.

### نقدها
اقبال لاهوری نیز با اینکه از زبان و مضمون‌پردازی‌های حافظ در شعر خود بسیار بهره برده و حداقل از ۱۶ غزل حافظ استقبال کرده‌است، با عقاید و اندیشه‌های صوفیانهٔ حافظ به‌شدت مخالف بود. او در چاپ نخست مثنوی اسرار خودی در ۳۵ بیت از حافظ انتقاد، او را عامل انحطاط و اهمال مسلمانان آسیا معرفی کرده و «فقیه ملت می‌خوارگان، امام امت بیچارگان» نام داده‌است. اما به‌دلیل اعتراض مردم در شبه‌قاره مجبور شد در چاپ‌های بعد به خودسانسوری متوسل شود. اقبال بعداً در نامه‌ای به محمد اسلم جیراج پوری نوشت به دلیل «ساده‌اندیشی عوام و اثرپذیری سطحی» آن‌ها، غزل‌های حافظ بر ذهن و فکر آن‌ها اثر منفی می‌گذارد.
احمد کسروی حافظ را قافیه‌سازی می‌دانست که برای جور شدن قافیه عباراتی بی‌معنی سروده‌است. به‌گفتهٔ او حافظ در میان مکاتب مختلف سرگردان مانده، گیج شده و چون به هیچ‌کدام پایبند نشده، به پریشان‌گویی و نقیض‌گویی روی آورده و در باطن به همه چیز بی‌عقیده و در نهایت خراباتی شده‌است. همچنین به‌باور کسروی حافظ در برخی بدآموزی‌ها، مانند شراب‌خواری، بیکاری و بی‌دردی، جبرگرایی و خردستیزی، زبان‌درازی نسبت به خدا و امردبازی نقش داشته‌است. وی حتی شرق‌شناسان را به این متهم می‌کند که نسبت به شرق بدخواهی می‌کنند و تمایل دارند تا همهٔ اهل شرق به‌مانند حافظ عمر خویش را در کنج خرابات هدر دهند و ثروت کشور خویش را به حریصان اروپا و آمریکا وانهند و در این میان گروهی از ایرانیان با آنان همراه شده‌اند. به‌باور کسروی محمدعلی فروغی، محمد قزوینی و قاسم غنی از کسانی‌اند که فریب شرق‌شناسان اروپایی را خورده‌اند. یکی از برنامه‌های کسروی علاوه بر مبارزهٔ نوشتاری با حافظ، جمع‌آوری و سوزاندن دیوان حافظ همراه با پیروانش بود.
علی دشتی، با برشمردن تناقض‌هایی در شعرهای حافظ، او را شاعری توصیف می‌کند که روحی حساس و تاثیرپذیر دارد. او می‌گوید که حافظ شاعر است و نه فیلسوف. پرویز ناتل خانلری رباعیات حافظ  را چه در لفظ و چه در معنی، فاقد ارزش و اعتبار چندانی ندارد می‌داند و معتقد است این اشعار «بر قدر و شأن این غزل‌سرا نمی‌افزاید.»
قدمعلی سرامی درباره‌ی شعر حافظ اینگونه بیان می‌دارد: «سخن حافظ طبق معمول در هاله‌‌ای از ابهام، ایهام و چندسویگی لفظی و مضمونی جریان دارد؛ ازاین‌رو حالتی منشوری و مکاشفه‌‌ای و درونی به خود می‌‌گیرد که تفسیرپذیر و تاویل‌‌آمیز می‌شود و در ضمیر خواننده راه باز می‌کند و به تملک خواننده درمی‌‌آید و اشتراکات دید و سلیقه و جهان‌‌بینی وی را جذب می‌کند و به‌‌تدریج هر خواننده‌‌ی شعر حافظ، خود را سهام‌‌دار شعر وی می‌‌شناسد و بخشی از آن‌را سروده‌‌ی خود می‌‌پندارد و به همین دلیل است که شعر حافظ، در همان حال که برای خوانندگانش مبهم است، به آنها فرصت می‌دهد تا در آن به نوعی کشف و تلاش لذت‌‌بخش برای درک لایه‌‌های نهفته‌‌ی معنایی داشته باشند. دنیای زمینی در شعر حافظ بسیار پیچیده و بغرنج می‌‌نماید و هر چیز ساده‌‌ای، پیچیده و مبهم و تفسیر‌‌پذیر و نمادین به نظر می‌‌آید و در مقابل، هر اندیشه‌‌ای هر قدر هم که مادی باشد، به‌‌نحوی بیان و مطرح می‌شود که رنگی از معنویت و قدسی بودن به خود می‌‌گیرد و به همین سبب، معشوق حافظ در میان عشق مادی، عرفان، تخیل چند جانبه، پیوسته چهره‌‌ای متفاوت به خود می‌پذیرد.» 

### نظرها
به‌باور یارشاطر، تلاش جهتِ پیدا کردنِ تفسیرِ عرفانی برای ستایشِ حافظ از شراب و مستی از سوی دیوان پشتیبانی نمی‌شود. بسیاری از عاشقانِ حافظ در پیِ یافتنِ سرنخ‌هایی در شعرش برای عرفان یا تأییدِ عقایدِ مذهبی‌اش بوده‌اند. بعضی از مفسران و حتی بعضی از مترجمانِ غربیِ حافظ، به‌ویژه هنری ویلبرفورس کلارک، مترجمِ دیوان، خود را قانع کرده بودند که هر کلمه‌ای که به‌وسیلهٔ حافظ نوشته شده، معنایی عرفانی دارد و هیچ بیتی از حافظ به‌معنای آنچه گفته می‌شود نبوده‌است. خواندنِ حافظ به‌عنوانِ اشاراتِ رمزگونهٔ شاعرانه به‌معنی معنای رمزی برای هر بیت یا کلمه، این دیدگاه را مطرح می‌کند که غزل‌های او را می‌توان در دو سطح خواند، یکی آشکار، و دیگری پنهان که دومی نشان‌دهندهٔ معنای مورد نظر است. رمزگشاییِ معنایِ اصلیِ حافظ به هنری باطنی تبدیل شد، و با توضیحی که معتقدان به نظریه‌های توطئه در امورِ سیاسی ارائه می‌دهند، متفاوت نیست.
یارشاطر بر این باور است که هیچ نشانه‌ای وجود ندارد که حافظ لفظی را گفته و آن لفظ به معنای دیگری است. ابیاتی وجود دارد که شرابِ انگور را با دقتِ یک شخصِ خبره توصیف می‌کند، که بی شک منظورِ وی اشیاء واقعی است و نه چیز دیگر. و بسیاری ابیات وجود دارد که حافظ در آن، شک و تردیدهای جدی را نشان می‌دهد. او غالباً قولِ بهشت و آسایش‌هایش را استهزاء می‌کند، و آنها را به زاهدان و هم‌نوعان‌شان حواله می‌دهد و خودش را به‌عنوان رند برای هدایای زمینی، به‌ویژه شراب برمی‌گزیند. وی بارها و بارها اظهار می‌دارد که ما رازِ جهان را نمی‌دانیم و بنابراین هیچ یقینی وجود ندارد که آنچه واعظان موعظه می‌کنند یا زاهدان دربارهٔ داوریِ نهایی یا سرنوشتِ انسان اعلام می‌کنند معتبر است. بااین‌همه، فریبنده‌ترین و بی‌پرده‌ترین ابرازِ شک و تردیدِ او این بیت است:
| پیرِ ما گفت خطا بر قلمِ صنع نرفت |  | آفرین بر نظرِ پاکِ خطاپوشش باد |

او ادامه می‌دهد ترسِ بعضی در انکارِ ادعاهای معانیِ باطنی و اکراه از زدودنِ هالهٔ عرفانیِ حافظ منجر به دروغ و اقتباس، دست‌کم در بعضی موارد، و خواندن دوگانهٔ اشعارِ وی در دو سطحِ عرفانی و دنیوی شده‌است. در صورتِ عدمِ وجودِ اطلاعاتِ زندگی‌نامه‌ایِ معتبر، ایمن‌ترین راه برای درکِ حافظ و فهمِ عقاید و نگرش‌هایش، رجوع به اشعارِ وی است. برای تحمیلِ نظراتی که توسط اشعارش مورد تأیید قرار نمی‌گیرند، این است که حافظ دیدگاهِ مفسرانِ او باشد. این ممکن است اعتبارِ پدیده‌شناسی داشته باشد، و تکاملِ تاریخیِ تصویرِ حافظ در اذهانِ خوانندگان خود را منعکس کند، و برخی از خوانش‌های پست‌مدرنیستی از حافظ ممکن است به دنبال برقراریِ تعامل بین متن و مخاطبانِ وی باشد. اما اگر یافتنِ آنچه حافظ واقعاً اندیشیده و بیان کرده، مورد جستجوست، باید بر خوانشِ نزدیکِ دیوانِ وی بدونِ پیش‌داوری تکیه کرد. ساختن قِدّیسی غیبی و عارفی از او، به‌جای یک شاعرِ عالی و حقیقتاً بزرگ، به‌معنای نادیده گرفتنِ شفافیت زبانش و روشن بودنِ بیانش است.
به‌گمان یارشاطر، درحالی‌که واضح است که حافظ عارفانِ خالص، خویشتن‌دار و خداشناس را از عارفانِ دروغین متمایز می‌کند، اما وی به هیچ مکتبِ فکریِ تصوف تعلق ندارد، بلکه تصمیم می‌گیرد کاملاً آزاد و مستقل از هرگونه دلبستگیِ چنین باشد. او مردی است با حساسیت‌های معمول با اشتیاقِ آشکار برای زیبایی‌های زندگی و لذتِ زندگی؛ او با غزل‌های مدحی‌اش به شماری از پشتیبانانش خدمت می‌کند و انتظار دارد که پاداش دریافت کند. حافظ مشتاق است تا وسایل لازم را در اختیار داشته باشد تا بتواند از زندگیِ خوب و آراسته با موسیقی، سفرهای تفریحی، مهمانی با دوستان و خوشیِ خدمتِ ساقیان لذت ببرد. سردرگمی و عدم تعصبِ حافظ، جهان‌بینیِ گسترده‌اش، و خیالات و تفکرات اخلاقی وی با «عرفان» دلالت بر تفسیرِ ذهنیِ شعرِ او دارد.

## حافظ‌پژوهی
آگاهی از زندگانی حافظ، مدت‌ها بر چند روایت تأییدنشده استوار بود. نخستین پژوهش‌های علمی در این خصوص توسط عبدالرحیم خلخالی، محمد معین، سعید نفیسی، قاسم غنی و محمد قزوینی انجام شد. در سده‌های اخیر پژوهش‌های فراوانی دربارهٔ حافظ و دیوانش انجام گرفته‌است. عبدالحسین زرین‌کوب، منوچهر مرتضوی، مهرداد نیکنام، ابوالقاسم رادفر، علی‌اکبر رزاز، مهیندخت صدیقیان، پرویز اهور و سیروس شمیسا از شناخته‌ترین پژوهشگران ایرانی دربارهٔ حافظ هستند.

### آثار پژوهشی
بنابر پژوهش حاجیان و احمدی، از آغاز سیر حافظ‌پژوهی در سال ۱۲۹۸ تا سال ۱۳۹۰ ه‍.ش، نزدیک به ۲۰۸۲ مقاله دربارهٔ شرح ابیات دیوان حافظ؛ معرفی انواع ویرایش‌های دیوان حافظ؛ نقد کتاب‌ها و مقالات؛ نسخه‌شناسی و معرفی نسخ؛ تحلیل شخصیت، اندیشه و زندگی حافظ؛ حافظ و دیگران؛ تحلیل زیبایی‌شناسی شعر حافظ و دیگر موضوعات نوشته شده‌است. بر اساس داده‌های مستند خانهٔ کتاب ایران، از سال ۱۳۷۸ تا ۱۳۹۵، ۳۱۶۲ اثر با موضوع دیوان حافظ؛ دیوان خوشنویسی‌شدهٔ حافظ؛ شرح، ترجمه، و گزیدهٔ دیوان؛ فالنامه؛ و کتاب‌هایی دربارهٔ حافظ با محتوای نقد و بررسی؛ تاریخ، اندیشه و سرگذشت حافظ در ایران چاپ و منتشر شده است. برخی از کتاب‌هایی که در این زمینه چاپ شده‌اند عبارتند از: تاریخ عصر حافظ: بحث در آثار و افکار و احوال حافظ نوشتهٔ قاسم غنی، حافظ شیرین‌سخن نوشتهٔ محمد معین، کوچهٔ رندان نوشتهٔ عبدالحسین زرین‌کوب، مکتب حافظ اثر منوچهر مرتضوی، کتابشناسی حافظ گردآوری مهرداد نیکنام، حافظ‌شناسان و حافظ‌پژوهی گردآوری ابوالقاسم رادفر. برخی از شرح‌های دیوان حافظ نیز عبارتند از: شرح اشارات حافظ اثر علی‌اکبر رزاز، حافظ‌نامه اثر بهاءالدین خرمشاهی، شرح غزل‌های حافظ از حسینعلی هروی و آیینهٔ جام اثر عباس زریاب خویی.

### فعالیت‌ها
همه ساله نشست‌های گوناگونی در زمینهٔ حافظ‌پژوهی در ایران و جهان برگزار شده و می‌شود. از آن دسته نشست‌های علمی حافظ‌پژوهی در تهران با همکاری معاونت فرهنگی شهر کتاب، دانشگاه حافظ و مؤسسهٔ دانشنامهٔ فارس و با حضور حافظ‌پژوهان برگزار می‌شود. انتشار سالانهٔ دفتر حافظ‌پژوهی نیز از دیگر فعالیت‌هاست که دربردارندهٔ سخنرانی‌های ایرادشده در نشست‌های علمی است. در دیگر کشورها نیز مراسم بزرگ‌داشت حافظ از سوی رایزنی‌های فرهنگی ایران و با حضور دوستداران زبان و ادب فارسی و انجمن‌های ادبی برگزار می‌شود.

## جایگاه جهانی حافظ
کنگرهٔ جهانی سعدی و حافظ به‌مناسبت هفتصدمین سال درگذشت سعدی و ششصدمین سال درگذشت حافظ، از سوی مؤسسهٔ آسیایی دانشگاه پهلوی در سال ۱۳۵۰ ه‍.ش در شیراز برگزار شد. در این کنگره ۱۲۰ تن از ایران‌شناسان برجسته از ایران و جهان دعوت شده بودند که البته نزدیک به ۱۰۰ تن در آن شرکت کردند. به‌مدت ۵ روز از ۷ تا ۱۲ اردیبهشت ۱۳۵۰ ه‍.ش با سخنرانی در تالار دانشگاه پهلوی در شیراز افتتاح شد و در روزهای بعد با سخنرانی‌ها در دو اتاق جداگانه برای دو شاعر در عمارت نارنجستان قوام ادامه یافت. مقالات دربارهٔ حافظ به‌کوشش منصور رستگار فسایی در کتابی با عنوان مقالاتی دربارهٔ زندگی و شعر حافظ به چاپ رسید.
مجمع عمومی بیست و چهارمین اجلاس کنفرانس عمومی یونسکو در سال ۱۹۸۷ م، به پیشنهاد ایران، سال ۱۳۶۷ ه‍.ش/۱۹۸۹ م برابر با ششصدمین سال درگذشت حافظ را، سال بزرگداشت حافظ نام‌گذاری کرد. در این سال به دعوت کمیسیون ملی یونسکو در ایران، کنگرهٔ بین‌المللی بزرگداشت حافظ در شیراز برگزار شد. مجموعهٔ مقالات ارائه‌شده در این کنگره شامل ۶۱ مقاله، در کتابی با عنوان سخن اهل دل و به‌همت کمیسیون ملی یونسکو در ایران، گردآوری و چاپ شد.
نخستین همایش بزرگ‌داشت حافظ در ۲۰ مهر ۱۳۷۶ ه‍.ش و در شیراز برگزار شد و پس از آن، هر ساله در این روز، هم‌زمان در شیراز و دیگر شهرهای ایران و جهان، مراسم بزرگ‌داشت حافظ برگزار می‌شود. سالنامهٔ تخصصی مرکز حافظ‌شناسی نیز دربردارندهٔ متن کامل سخن‌رانی‌ها در همایش‌های علمی این روز به‌همراه مقاله‌های برگزیدهٔ فراخوان عمومی هر ساله با نام «دفتر حافظ‌پژوهی» چاپ و منتشر می‌شود.